# Сан-П'єро-а-Сьєве
Сан-П'єро-а-Сьєве (італ. San Piero a Sieve) — колишній муніципалітет в Італії, у регіоні Тоскана,  метрополійне місто Флоренція. З 1 січня 2014 року Сан-П'єро-а-Сьєве є частиною новоствореного муніципалітету Скарперія-е-Сан-П'єро.
Сан-П'єро-а-Сьєве розташований на відстані близько 250 км на північ від Рима, 21 км на північ від Флоренції.
Населення — 4233 особи (2012).

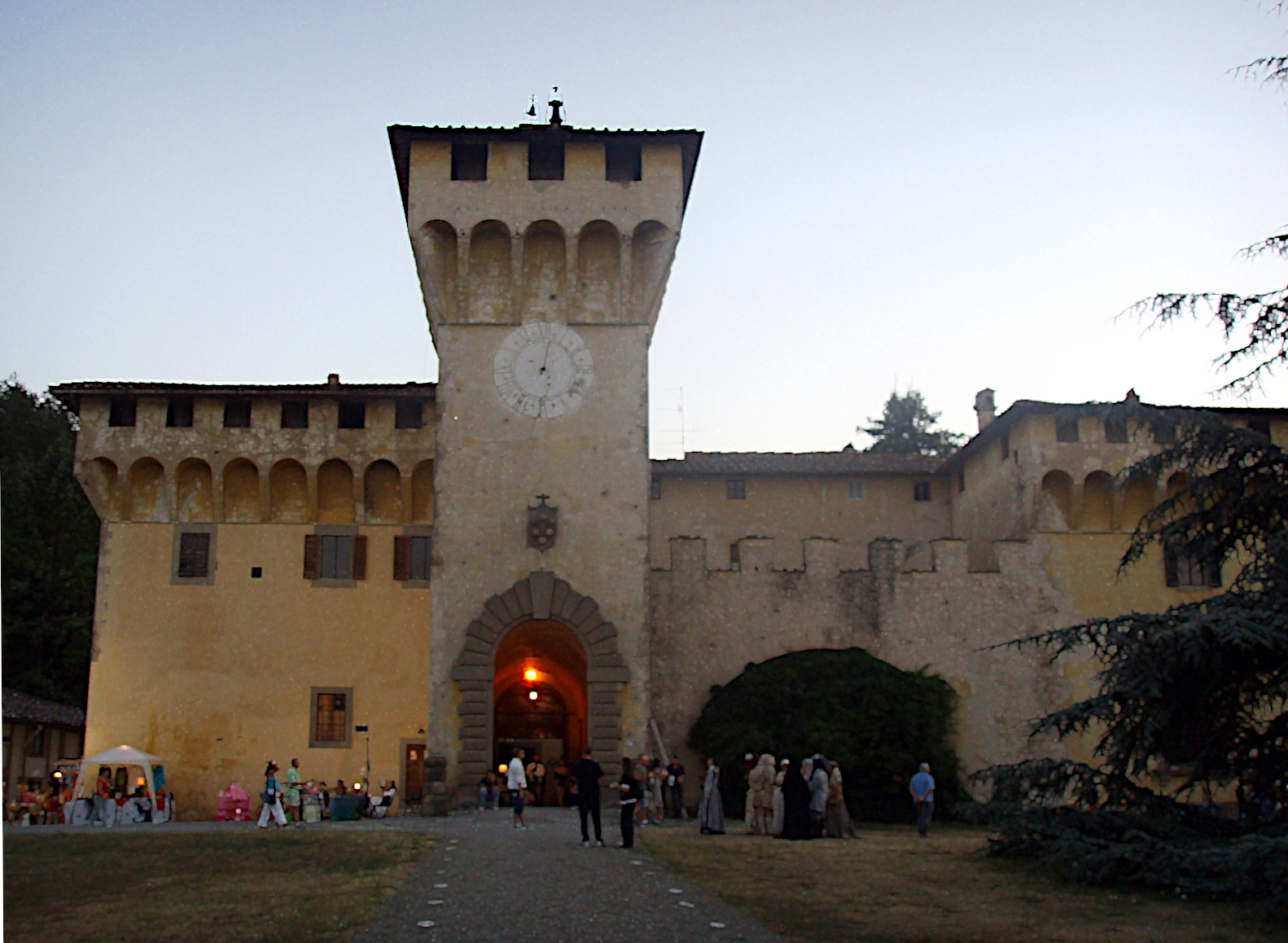

Щорічний фестиваль відбувається 29 червня. Покровитель — святий Петро.

## Демографія
Населення за роками:

Станом на 31 грудня 2010 року в муніципалітеті офіційно проживали 454 іноземці з 31 країни, серед них 203 громадяни країн Євросоюзу та 7 громадян України.

## Сусідні муніципалітети
- Барберино-ді-Муджелло
- Борго-Сан-Лоренцо
- Каленцано
- Скарперія
- Валья